# Parietaria cretica
Parietaria cretica är en nässelväxtart som beskrevs av Carl von Linné. Parietaria cretica ingår i släktet väggörter, och familjen nässelväxter. Inga underarter finns listade i Catalogue of Life.